# (27592) 2001 AL44
2001 أي أل 44 (ويعرف أيضًا باسم (27592) 2001 أي أل 44 وفق تسمية الكوكب الصغير) (بالإنجليزية: 2001 AL44)‏ هو كويكب ضمن حزام الكويكبات؛ وترتيبه 27592 من حيث الاكتشاف.
اكتُشف هذا الجُرم الفلكي بواسطة Uppsala–DLR Asteroid Survey ‏ في 14 يناير 2001.

## وصلات خارجية
- (27592) 2001 AL44 في قاعدة بيانات مختبر الدفع النفاث لأجرام النظام الشمسي الصغيرة

- الاكتشاف · مخطط المدار ·  العناصر المدارية · المعلمات المادية

- (27592) 2001 AL44 على موقع ويكي سكاي: DSS2, SDSS, GALEX, IRAS, Hydrogen α, X-Ray, Astrophoto, Sky Map, Articles and images